# Chimarrhis brevipes
Chimarrhis brevipes är en måreväxtart som beskrevs av Julian Alfred Steyermark. Chimarrhis brevipes ingår i släktet Chimarrhis och familjen måreväxter. Inga underarter finns listade i Catalogue of Life.